# Gespe
La Gespe est un affluent droit de l'Échez, dans le département français des Hautes-Pyrénées.

## Géographie
La Gespe prend sa source au bois de Claret  (au sud d'Arcizac-Adour) puis s'écoule vers le nord, en direction de la ville de Tarbes et la vallée de l'Adour, dans lequel il conflue à l'Échez au niveau du centre hospitalier de Bigorre. 
Sa longueur est de 10,9 km.

## Communes et département traversés
- Hautes-Pyrénées :

Arcizac-Adour, Momères, Saint-Martin, Horgues, Odos, Tarbes.

## Principaux affluents
La Gespe a cinq affluents référencés :
- (G) Ruisseau Galopio, 7 km,

(D) rive droite ; (G) rive gauche.